# Wiktor Wiśniewski
Wiktor Benedykt Wiśniewski herbu Prus I (ur. 1822 w Strzeliskach, zm. 1890 we Lwowie) – polski szlachcic, ziemianin, powstaniec z 1863, pisarz.

## Życiorys
Wiktor Benedykt Wiśniewski urodził się w 1822 w Strzeliskach, w Galicji, w polskiej rodzinie szlacheckiej Wiśniewskich herbu Prus, jako syn Mikołaja i Emilii z Nartowskich herbu Trzaska. Jego ojciec był kapitanem I pułku ułanów wojsk napoleońskich. W 1849 Wiktor został wylegitymowany ze szlachectwa, przed wydziałem Stanów Galicyjskich.
W 1863 wziął czynny udział w powstaniu styczniowym, jak napisał później we wspomnieniach:

We mnie krew polska zakipiała, krew nieodrodna ś.p. ojca Napoleonczyka, któren jako kapitan przebył wszystkie bitwy w legjonach polskich. Dla mnie dość było że krew polska się leje, że wroga biją – cóż tu dyplomatyzować ? Kto zdrów a zmężnem sercem hurra na wroga!!

W powstaniu służył w oddziałach Langiewicza i Jeziorańskiego, jako oficer piechoty w randze kapitana. Walczył w bitwach pod Małogoszczem, Pieskową Skałą, Skałą i Kobylanką.

W 1864 napisał Wspomnienia kapitana wojsk polskich z roku 1863, które zostały wydane 1866 w Lipsku. Wcześniej bo 1865 wydano tom Galicja, czyli rok 1863 i 1864, dedykowany szlachcie galicyjskiej. 

W 1869 wydawał, we Lwowie, w drukarni E.Winiarza jako wydawca, nakładca i odpowiedzialny redaktor gazetę Wiadomości Polityczne, Literackie i Gospodarskie : pismo dla ludzi pracy.

## Rodzina
Żoną Wiktora Wiśniewskiego była Ludwika z Obniskich herbu Jastrzębiec. Z tego związku synowie:
- Tadeusz Mikołaj
- Mikołaj Wiktor.

Wiktor Wiśniewski zmarł w 1890 we Lwowie, został pochowany na Cmentarzu Łyczakowskim.